# کریوژنین
| ابردوران   | دوران  | دوره      | دیرینگی (میلیون سال) |
| ---------- | ------ | --------- | -------------------- |
| پیشین‌زیستی | نو     | ادیاکاران | ۶۳۵ - ۵۴۱            |
| پیشین‌زیستی | نو     | کریوژنین  | ۸۵۰ - ۶۳۵            |
| پیشین‌زیستی | نو     | تونین     | ۱۰۰۰ - ۸۵۰           |
| پیشین‌زیستی | میانه  | استنین    | ۱۲۰۰ - ۱۰۰۰          |
| پیشین‌زیستی | میانه  | اکتاسین   | ۱۴۰۰ - ۱۲۰۰          |
| پیشین‌زیستی | میانه  | کالیمین   | ۱۶۰۰ - ۱۴۰۰          |
| پیشین‌زیستی | دیرینه | استاترین  | ۱۸۰۰ - ۱۶۰۰          |
| پیشین‌زیستی | دیرینه | اوروسیرین | ۲۰۵۰ - ۱۸۰۰          |
| پیشین‌زیستی | دیرینه | ریاسین    | ۲۳۰۰ - ۲۰۵۰          |
| پیشین‌زیستی | دیرینه | سیدرین    | ۲۵۰۰ - ۲۳۰۰          |

کریوژنین (انگلیسی: Cryogenian؛ ‎/kraɪoʊˈdʒɛniən/‎ به معنای «سرد» «زادن») دوره (زمین‌شناسی) است که بین ۷۲۰ تا ۶۳۵ میلیون سال پیش طول کشید. کریوژنین دورهٔ میانی از ائون پیشین‌زیستی نو است و بعد از تونین و پیش از ادیاکاران رخ داد.
شدیدترین یخگیری ثبت شده در زمین‌شناسی، در دوره کریوژنین رخ داده است به طوری که صفحه‌های یخ به استوا نیز رسیده‌اند و ممکن است زمین گوی برفی شکل گرفته باشد. پیش از آغاز کریوژنین، صفحه‌هایی که بعداً ابرقاره رودینیا را شکل دادند شروع به حرکت کردند. فسیل جاندارانی مانند آمیب‌ها (یا Arcellinida) و قدیمی‌ترین اسفنج دریایی از دوره کریوژنین پیدا شده است.